# Асептика

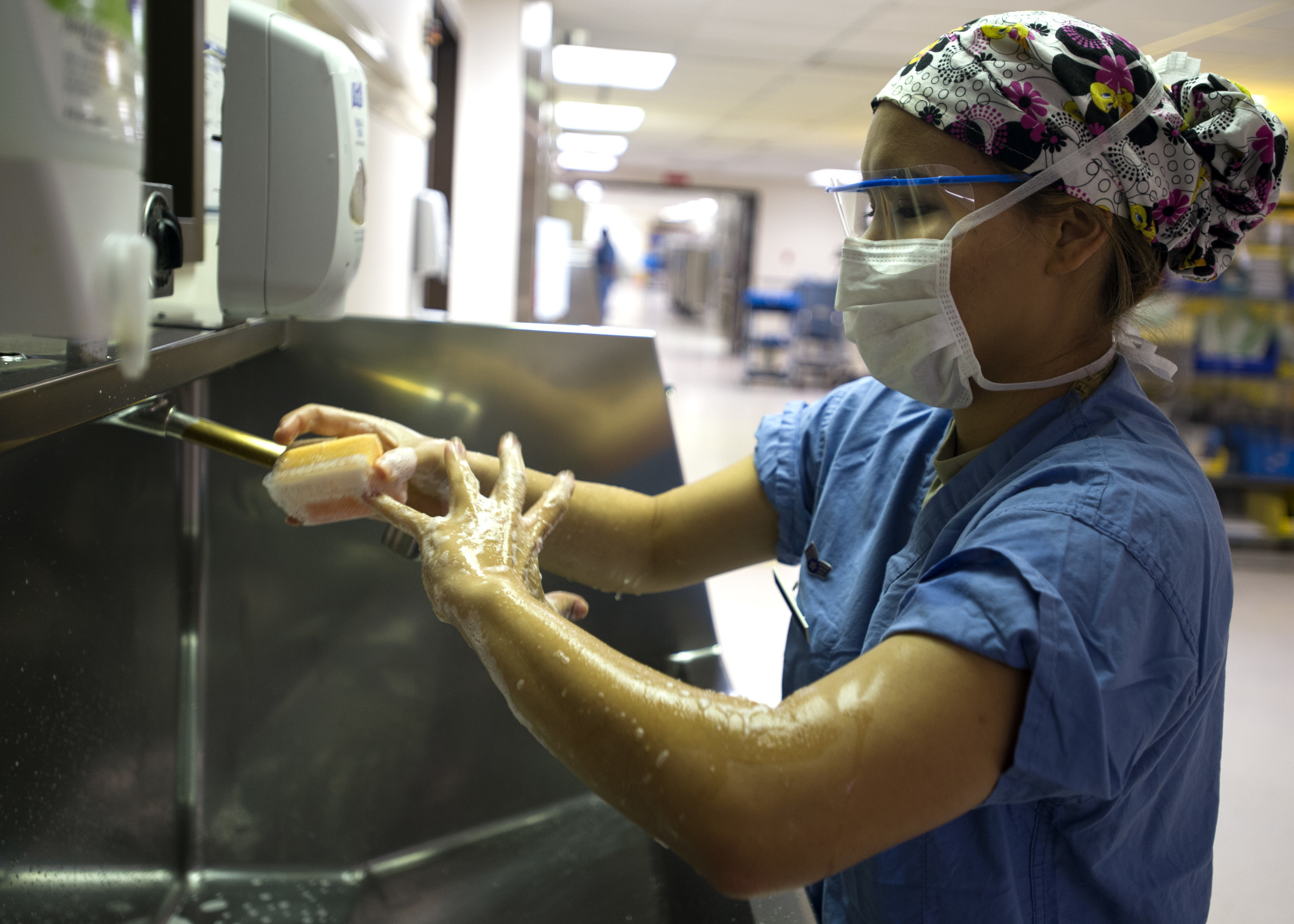
Процедура очищення рук перед початком хірургічної операції

Асе́птика (грец. α — не і σηπτικος — гнійний) — сукупність заходів, спрямованих на запобігання інфікуванню ран чи організму в цілому. При хірургічних втручаннях асептика запобігає проникненню в рану збудників інфекції: бактерій, спор, вірусів та віріонів, грибків (що можуть потрапляти до рани з навколишнього середовища).
Асептика є частиною базової основи сучасної хірургічної практики і дуже тісно пов'язана з антисептикою.

## Знешкодження інфекцій
За допомогою асептики знешкоджують повітряну, крапельну і контактну інфекцію.
З метою запобігання повітряній інфекції в операційних забезпечують бездоганну чистоту, адекватну вентиляцію, використовують бактеріоцидні лампи, також організаційні та структурні заходи (обмеження тих хто може потрапити до операційної, особлива будова операційного блоку) тощо.
Щоб запобігти крапельній інфекції, хірургічний персонал користується стерильними масками, розмови над раною обмежуються, хворі на нежить та ін. до участі в операції не допускаються.
З метою запобігання контактній інфекції здійснюють комплекс заходів, до яких належать знезаражування та стерилізація: інструментів, перев'язувального матеріалу та білизни, що використовуються під час операцій (головним чином за допомогою високої температури), спеціальна обробка рук операційної бригади (хірурга та його помічників), знезаражування шкіри в межах операційного поля (змащування антисептичними розчинами).
Для таких заходів необхідно використовувати хімічні (антисептики) та фізичні (прибирання, бактеріоцидні лампи та ін.) чинники, які мають вплив на весь спектр збудників інфекцій.